# Kirchstetten
Kirchstetten är en ort och kommun  i Österrike. Den ligger i distriktet Sankt Pölten-Land i förbundslandet Niederösterreich, 40 kilometer väster om huvudstaden Wien.
Kommunen består av 13 orter (Ortschaften) (inom parentes invånarantal 1 januari 2024):

- Aschberg (45)
- Doppel (101)
- Fuchsberg (38)
- Gstockert (35)
- Hinterholz (121)
- Kirchstetten (813)
- Ober-Wolfsbach (106)
- Paltram (261)
- Pettenau (19)
- Senning (14)
- Sichelbach (114)
- Totzenbach (469)
- Waasen (129)